# Escalier du Strudlhof

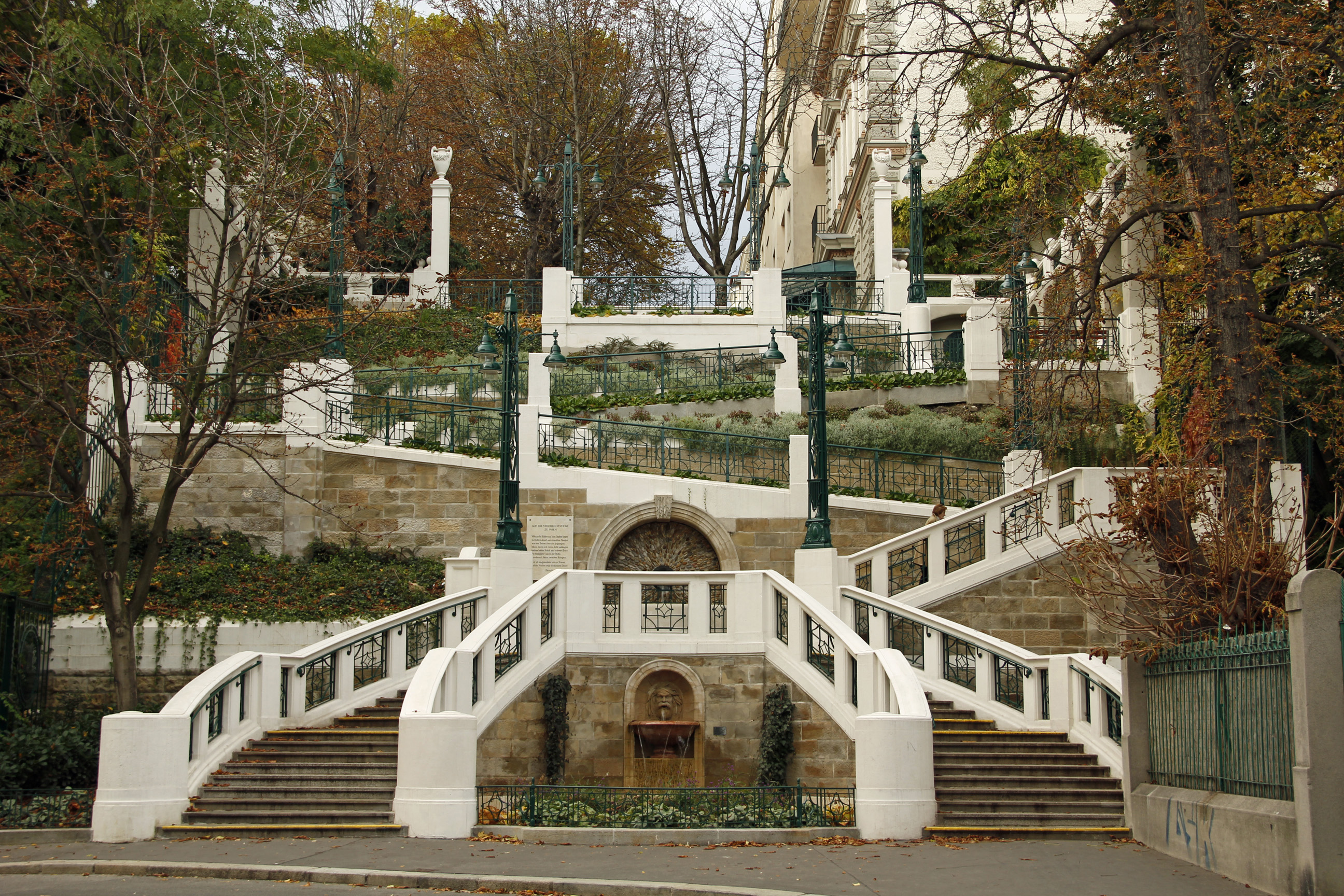
Vue complète de l'escalier du Strudlhof

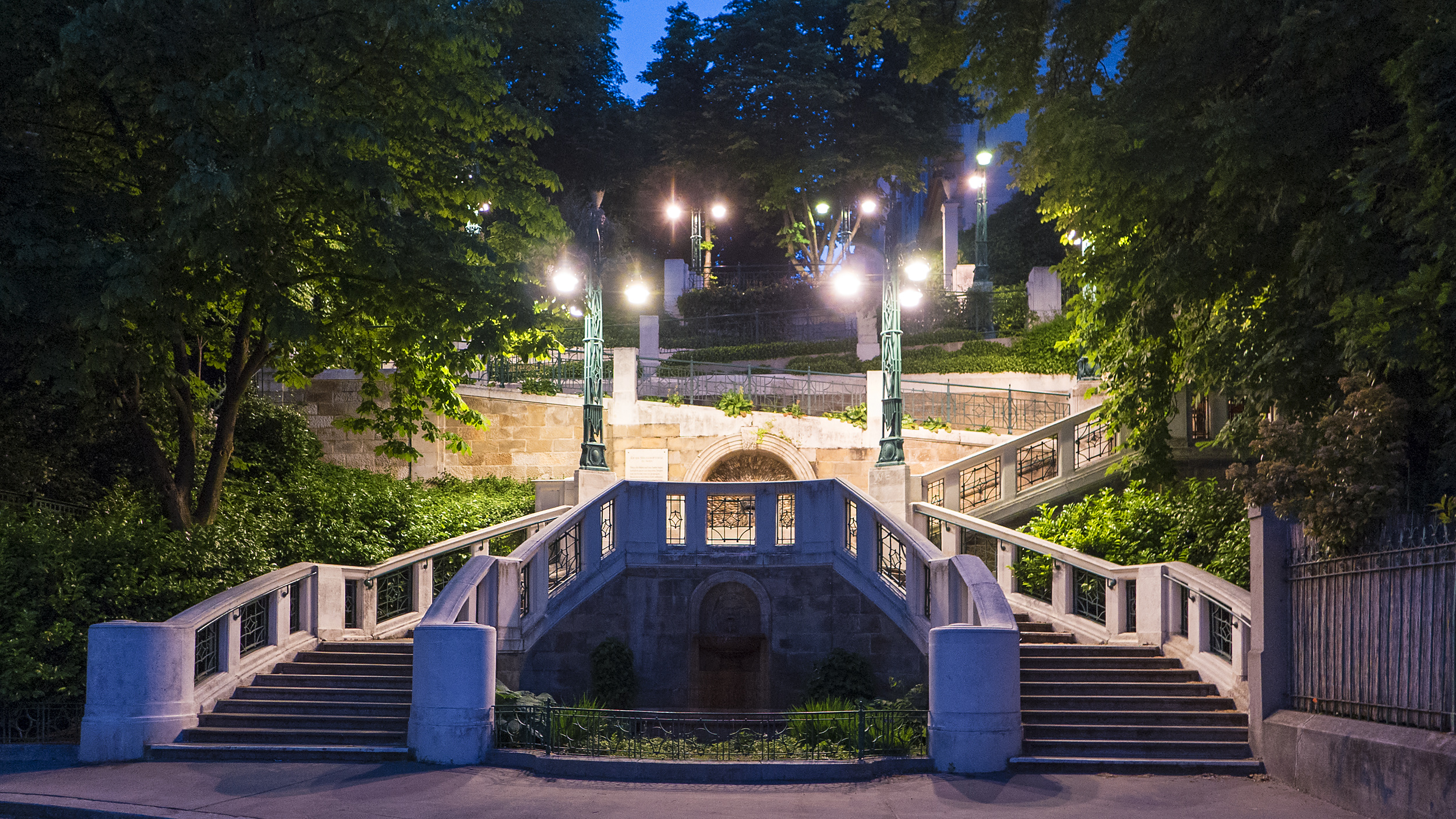
Le Strudlhofstiege la nuit

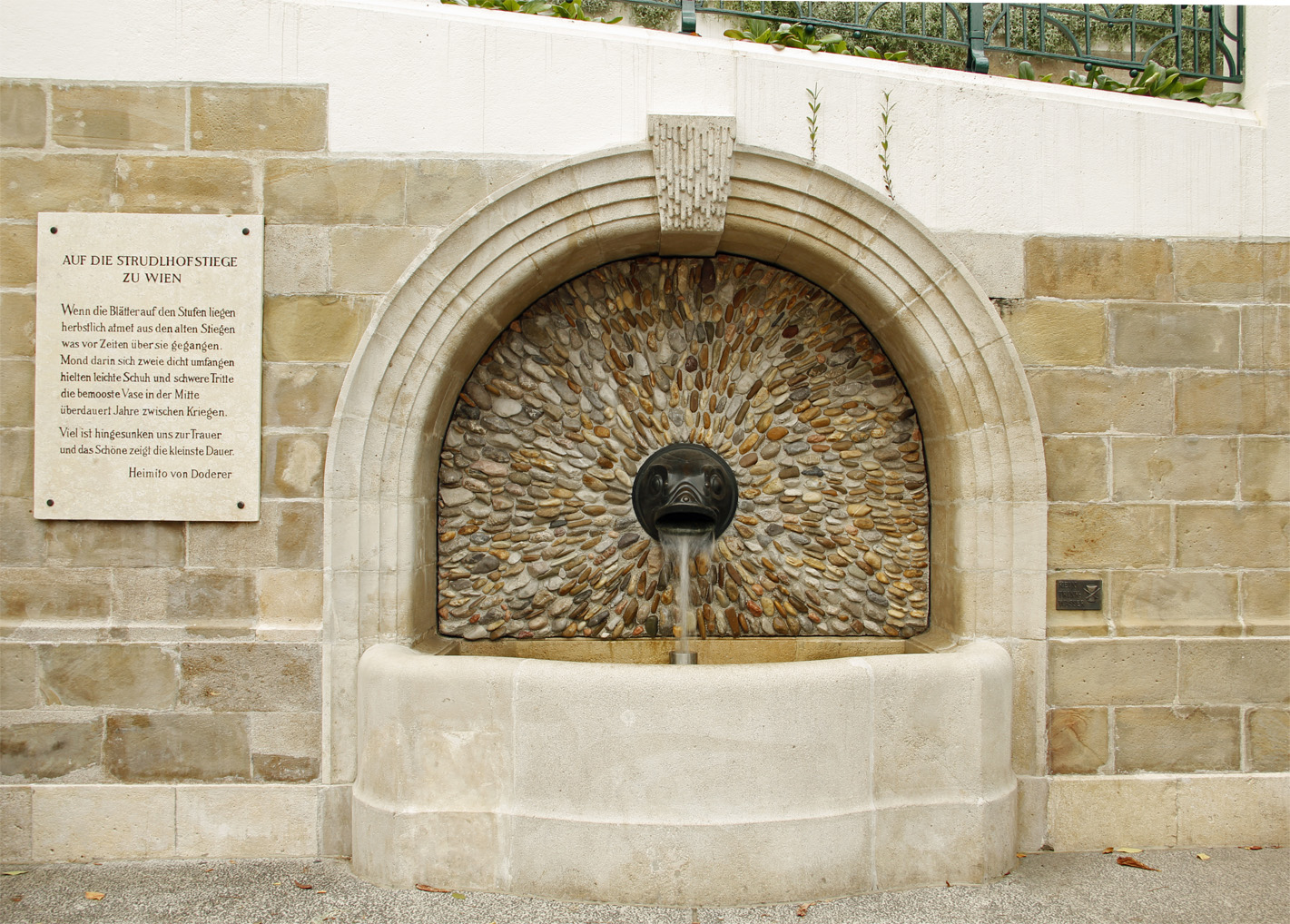
Fontaine et tablette poétique

Le Strudlhofstiege est un escalier monumental remarquable de Vienne, dans le quartier d'Alsergrund. Il surmonte la partie supérieure de la Strudlhofgasse, une voie transversale vers la Währinger Straße, et sa partie inférieure, une voie transversale vers la Liechtensteinstraße au niveau du palais Liechtenstein. Il est devenu l'escalier le plus célèbre de Vienne grâce à son traitement littéraire dans le roman de Heimito von Doderer L'Escalier du Strudlhof ou Melzer et la profondeur des ans (1951).

## Histoire et description
Theodor Johann Jaeger de la Mairie de Vienne réalise la conception. Le bâtiment est construit en calcaire de Mannersdorf et est considéré comme un important bâtiment Art nouveau. L'ouverture a lieu le 29 novembre 1910 ; Les coûts de construction sont alors estimés à 100 000 couronnes.
L'escalier est disposé symétriquement dans sa partie basse, qui comprend également deux fontaines, et comporte deux escaliers courbes symétriques. Au-dessus du bassin inférieur, plus petit, un masque de tête fait office de gargouille, au-dessus du bassin supérieur une bouche de poisson distribue de l'eau dans une niche bordée de graviers du Danube (mais maintenant avec une mosaïque). Dans les parties supérieures, le système se compose d'éléments d'escalier et de rampe qui offrent aux piétons des perspectives en constante évolution.
Des balustrades en partie en pierre, en partie en métal et des candélabres en fer avec des lampes dites au muguet accentuent l'effet de mise en scène. Le plan initial de Jaeger visant à construire l'escalier autour des arbres existants n'a pas été réalisé. Néanmoins, la végétation (lierre, fleurs, buissons) entre les escaliers et les rampes ainsi que les deux fontaines lui donnent l'apparence d'un jardin plutôt que d'une voie de circulation. Cette caractéristique fait du complexe un modèle d’urbanisme, qui considérait Vienne comme une ville-jardin.
Les parties de l'escalier aujourd'hui peintes en vert, qui rappellent les rampes du chemin de fer urbain d'Otto Wagner, étaient peintes en bleu à l'origine. Avant la restauration de 2008/2009, à la place des luminaires actuels correspondant à l'état d'origine, il y avait des lampes sphériques en verre dépoli.
En raison de son caractère ouvert, l'escalier convient également aux événements en plein air. Par exemple, des concerts y ont lieu dans le cadre de la Semaine des Chœurs de Vienne.

## Littérature
Le roman L'Escalier du Strudlhof ou Melzer et la profondeur des ans d'Heimito von Doderer, écrit entre 1946 et 1948 et publié en 1951, porte le nom de cet escalier, autour duquel se déroulent certains des événements centraux du roman. Le roman est précédé d'une dédicace latine à Johann Theodor Jaeger : In memoriam Johannis Th. Jæger Senatoris Viennensis qui Scalam construxit cuius nomen libello inscribitur (À la mémoire de Johann. Th. Jaeger, sénateur de Vienne, qui a construit l'escalier dont le nom donne son titre au livre). Le poème « Sur l'escalier du Strudlhof à Vienne », peut être lu sur une plaque à côté de la plus grande fontaine depuis la rénovation de l'escalier en 1962.